# Meziplodina
Meziplodiny představují plodiny, které lze využít k vytvoření vegetačního pokryvu půdy během meziporostního období, zohledňujících jejich biologické vlastnosti. Hlavním cílem pěstování meziplodin je podpora jak mimoprodukčních, tak produkčních funkcí v rámci zemědělství. Je důležité zdůraznit, že mimoprodukční a produkční aspekty meziplodin nelze striktně oddělit, ačkoliv jejich vzájemné propojení má zásadní význam.
Mimoprodukční funkce meziplodin mohou být především vnímány v kontextu zachování a ochrany přírodních zdrojů a mohou sloužit jako prostředek k stabilizaci toků energie a hmoty v krajině. Naopak produkční funkce jsou spojeny s integrovanými systémy hospodaření na orné půdě, které se zaměřují na efektivní využívání přírodních podmínek a vstupů energie. Tímto způsobem se snaží dosáhnout požadovaných výnosů a kvality rostlinných produktů při optimalizaci přidaných energetických vstupů.

## Význam

### Ekologický přínos
Plodiny pěstované v meziporostním období hrají klíčovou roli ve fixaci oxidu uhličitého a vytvářejí organické látky v procesu fotosyntézy. Tímto způsobem přispívají nejen k udržení koloběhu uhlíku, minerálních látek a vody v agro-ekosystémech, ale také plní významnou úlohu v době, kdy by půda nebyla oseta žádnou plodinou nebo během vegetace, kdy doplňují rostlinný pokryv.
Centrálním prvkem funkcí meziplodin v systémech hospodaření na orné půdě je produkce biomasy. Tato produkce je ovlivňována kvalitativními a kvantitativními procesy v rostlinách, které závisí na abiotických a biotických podmínkách prostředí. Celková produkce nadzemní a podzemní biomasy meziplodin pak ovlivňuje efektivitu využití slunečního záření, schopnost fixace živin, vláhové nároky a další faktory, což má vliv na mimoprodukční a produkční funkce zemědělství.
Funkce meziplodin lze chápat v širším rámci, zahrnujícím zvýšení využití slunečního záření, stabilizaci energetické bilance v zemědělství, podporu produktivního výparu a ochlazování krajiny, obohacení půdy o organickou hmotu, omezení eroze půdy, regulaci plevelných společenstev, omezování šíření chorob a škůdců, a celkovou podporu ekosystémové rozmanitosti a krajinotvorných funkcí.

### Biologická Diverzita a Půdní Ochrana
Meziplodiny jsou klíčovým nástrojem pro podporu biologické rozmanitosti v agro-ekosystémech. Při správném výběru mohou tyto rostliny přinášet různorodost do plodinových postupů a poskytovat životní prostředí pro prospěšné organismy, jako jsou přirození predátoři škůdců. Kromě toho meziplodiny chrání půdu před erozí, snižují větrnou i vodní erozi a přispívají k udržitelnějšímu zacházení s půdou.

### Optimalizace Nutričních Cyklů
Využití meziplodin přispívá k optimalizaci nutričních cyklů v půdě. Tyto rostliny mají schopnost akumulovat a fixovat živiny, což zlepšuje dostupnost živin pro následující plodiny. Tím se snižuje potřeba umělých hnojiv a zvyšuje se efektivnost využívání půdních zdrojů.

### Biomasa a Energetická Efektivita
Jeden z klíčových cílů pěstování meziplodin spočívá v produkci biomasy. Nadzemní i podzemní biomasa těchto rostlin mohou být většinou ponechány na pozemku, přičemž pozitivně ovlivňují energetickou bilanci celého systému. V případech, kdy se nadzemní biomasa využívá (například jako krmivo nebo surovina pro energetickou produkci), přináší další ekonomický rozměr.

### Zlepšení Kvality Půdy a Ochrana Přírodních Zdrojů
Meziplodiny hrají významnou roli při zlepšování struktury půdy a dodávání organické hmoty. Tím se zvyšuje retence vody, snižuje se riziko eroze a vytváří se zdravější prostředí pro mikroorganismy. Současně přispívají k ochraně přírodních zdrojů, například snižováním rizika vyplavování živin a ochranou podzemních vod.

### Agrotechnické Postupy
Pro optimální využití meziplodin je klíčové zvolit vhodné druhy a implementovat agrotechnické postupy. Patří sem včasné založení porostů, správné zpracování půdy, volba odrůd vhodných pro specifické podmínky a eliminace inhibičních faktorů. Agrotechnická opatření tak hrají klíčovou roli v dosažení maximální produkce biomasy a optimálních ekologických výsledků.

## Rozdělení meziplodin podle založení porostu
Meziplodiny, pěstované v rámci systémů hospodaření na půdě, nabízejí širokou škálu pěstitelských cílů, které jsou především určeny termínem založení porostů a délkou jejich setrvání na pozemku. Ačkoliv existují různé pohledy na jejich členění vzhledem k funkcím, které plní na orné půdě, pro zjednodušení je vhodné jejich rozdělení podle termínu založení porostů s ohledem na možné pěstitelské cíle.

### Podsevové meziplodiny
Tyto plodiny se vysévají do existujících porostů, buď na podzim nebo na jaře, a hrají významnou roli ve vyrovnávání pěstitelských cyklů. Jejich hlavní funkcí spočívá v regulaci zaplevelení během vegetace a následné ochraně půdy před erozí. Podsevy mohou také přispívat k obohacení půdy o organickou hmotu a zlepšení jejích vlastností. Díky své schopnosti konkurovat plevelům a poskytovat dočasný vegetační kryt, představují podsevy udržitelný přístup k zachování úrodnosti půdy a optimalizaci výnosů zemědělských plodin. Podsevové meziplodiny lze využít pro výsevy do plodin s úzkými řádky nebo do širokořádkových plodin. Při výběru druhu meziplodiny pro podsev je klíčové zohlednit specifické potřeby dané plodiny, půdní podmínky a klimatické faktory.

### Letní meziplodiny
Zájem o tuto skupinu meziplodin mírně klesá, hlavním důvodem je jejich výnosová nejistota při krmném využití a malá konkurenceschopnost v souvislosti s hlavní plodinou.

### Strniskové meziplodiny
Strniskové meziplodiny lze v rámci České republiky považovat v současné době za nejčastěji využívané. Hlavním důvodem je jejich nenáročnost na pěstování. Jejich uplatnění je také spojeno se zvyšováním výskytu obilovin v osevních postupech a strniskové plodiny jsou tudíž praktikovány jako přerušovače obilných sledů. Jejich produkční využití je okrajově pro zelené krmení ale častěji se využívají spíše jako hnojení. V rámci půdoochranných technologií se dále pěstují vymrzající a nevymrzající typy strniskových meziplodin. 

### Ozimé meziplodiny
Hlavním cílem pěstování ozimých meziplodin je produkce píce na počátku jara a časného léta. Podobně jako u letních meziplodin mají nižší výnos biomasy a proto jsou v konvenčních systémech vytlačovány silážní kukuřicí. S jejich uplatňováním se nejčastěji setkáváme v ekologických zemědělských postupech kde působí jako zlepšující plodiny pro jejich odplevelující a fytosanitární účinek. Jsou také významné pro produkci objemných krmiv. Jako ozimé meziplodiny se dají použít zejména žito seté, ozimá pšenice a tritikale. Dále také brukvovité plodiny: řepice ozimá, krmná kapusta a vodnice. Z trav se jedná o jílek mnohokvětý a zástupce jetelovin či luskovin.